# Dekarabia

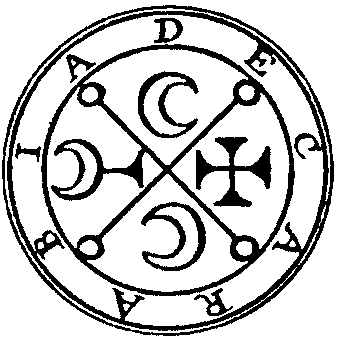
Sigil służący do przywołania Dekarabii

Dekarabia – w tradycji okultystycznej, sześćdziesiąty dziewiąty duch Goecji. Znany również pod imionami Karabia, Decarabia i Carabia. By go przywołać i podporządkować, potrzebna jest jego pieczęć, która według Goecji powinna być zrobiona ze srebra.
Jest wielkim markizem piekła. Rozporządza 30 legionami duchów.
Posiada wiedzę na temat ptaków i kamieni szlachetnych. Może sprawić, iż pojawią się różnorakie ptaki, które nie są prawdziwe, ale śpiewają i piją jak normalne zwierzęta.
Jest przedstawiany jako gwiazda w pentaklu, aczkolwiek na życzenie egzorcysty może przybrać ludzką postać.